# Grafkelder van Oranje-Nassau

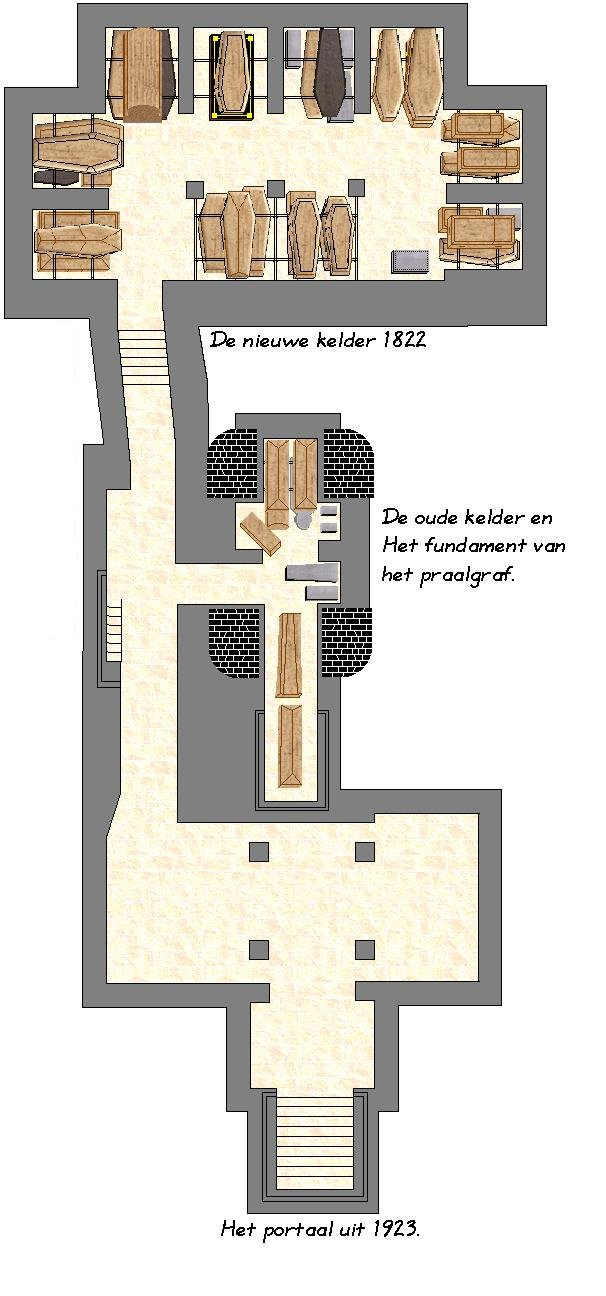
Plattegrond van de kelders onder de Nieuwe Kerk in Delft met de daarin geplaatste kisten voor de herschikking in de eerste jaren van de 21e eeuw. Zie de legenda voor meer informatie.

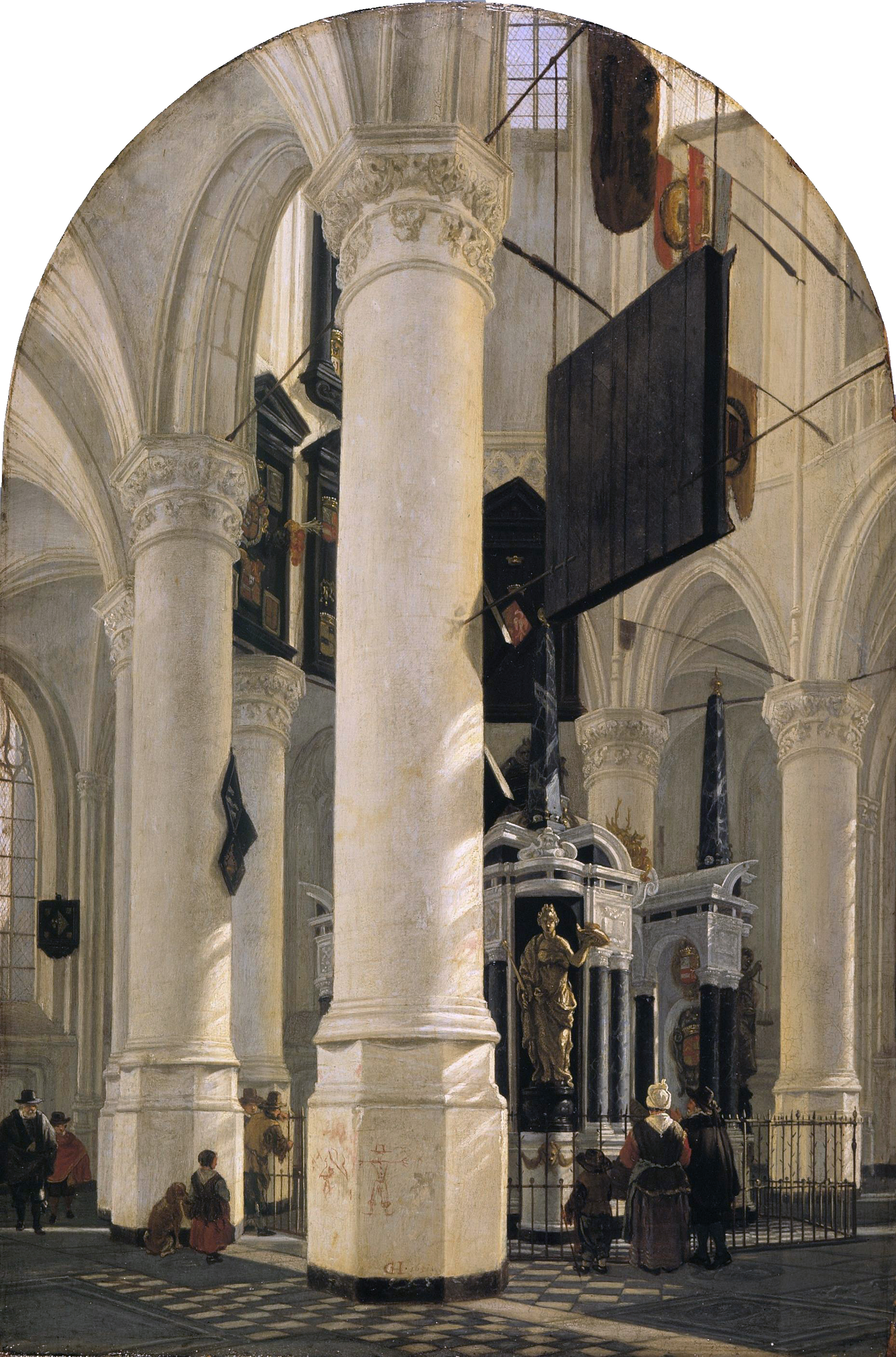
Interieur van de Nieuwe Kerk met de verdwenen rouwborden.

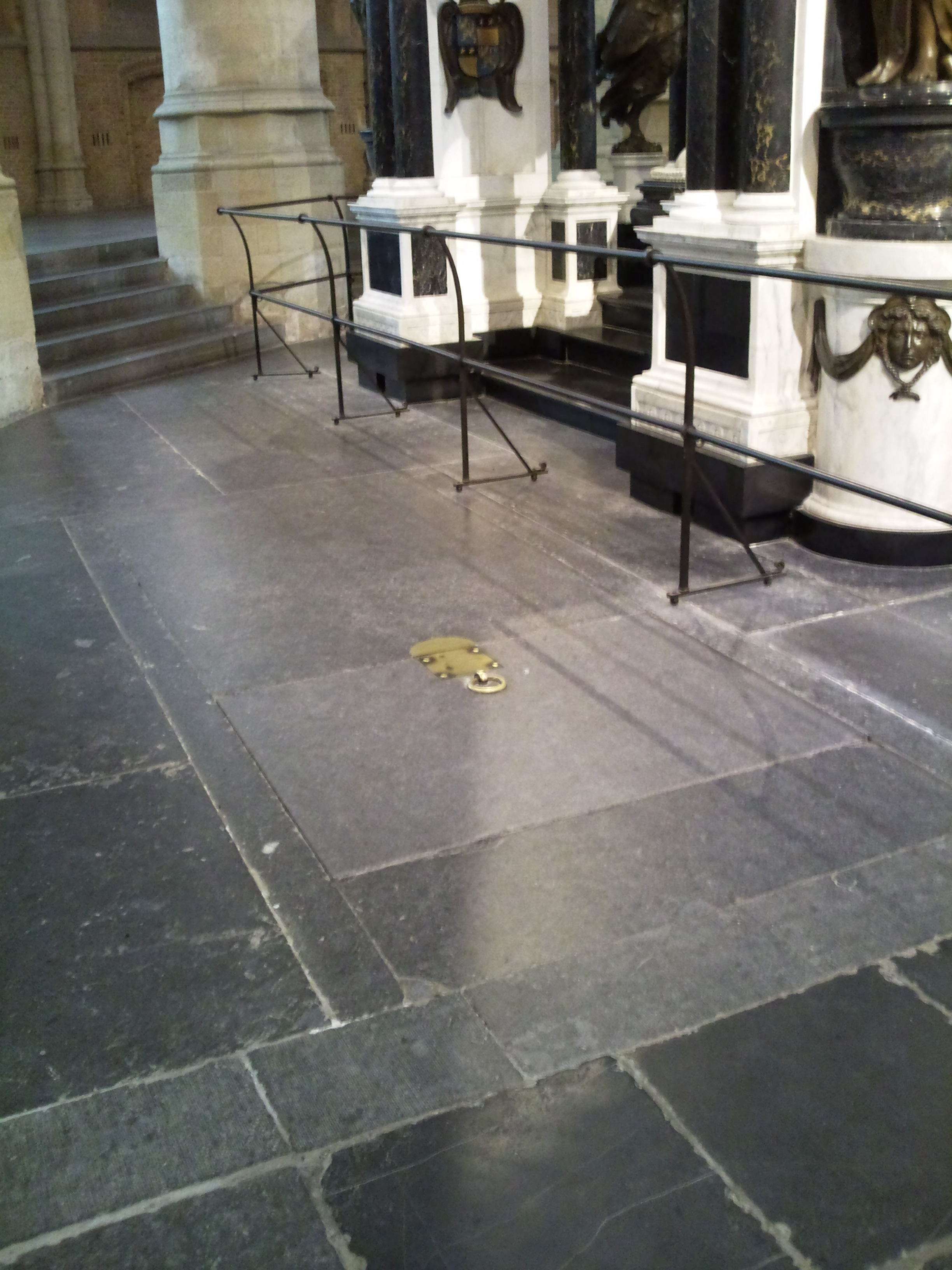
Oude dienstingang, naast het praalgraf

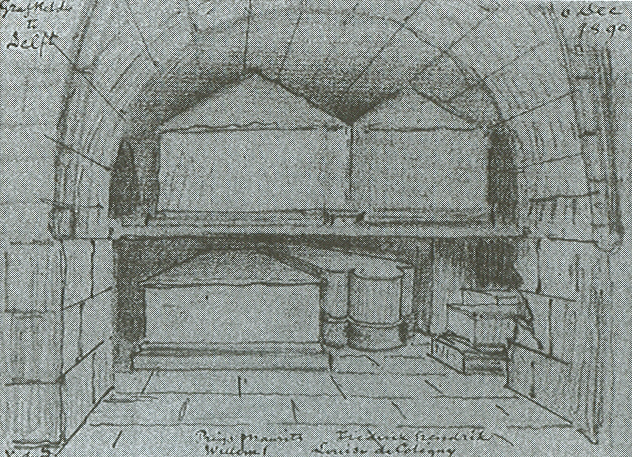
De oude grafkelder met volgens de aantekeningen van de tekenaar Victor de Stuers rechtsonder de lichaamsvormige loden sarcofaag van Louise de Coligny en daarnaast de kist van Willem van Oranje. Daarboven de kisten van Maurits van Oranje (links) en Frederik Hendrik van Oranje. De afbeelding dateert uit 1890.

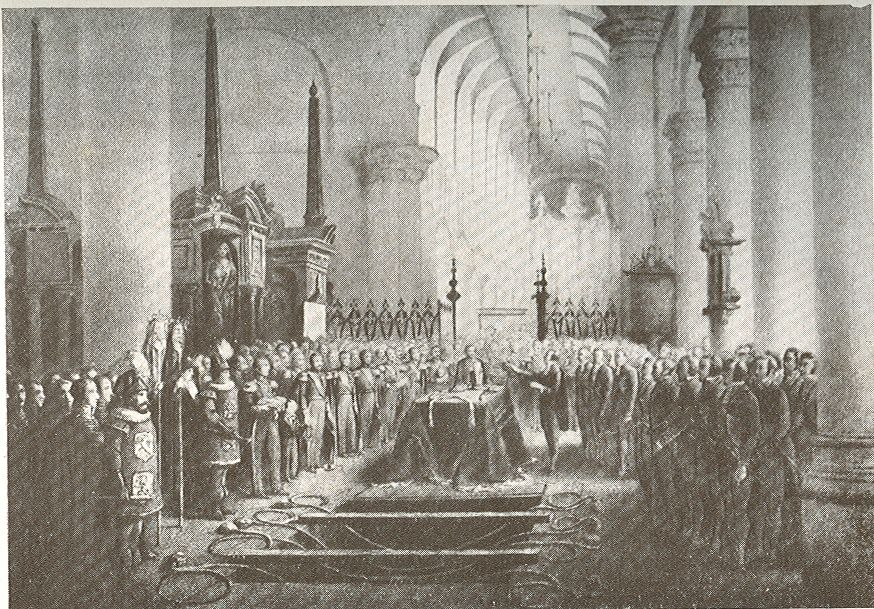
De begrafenis van koning Willem II in 1849. De geopende ingang ligt aan de noordzijde van het monument.

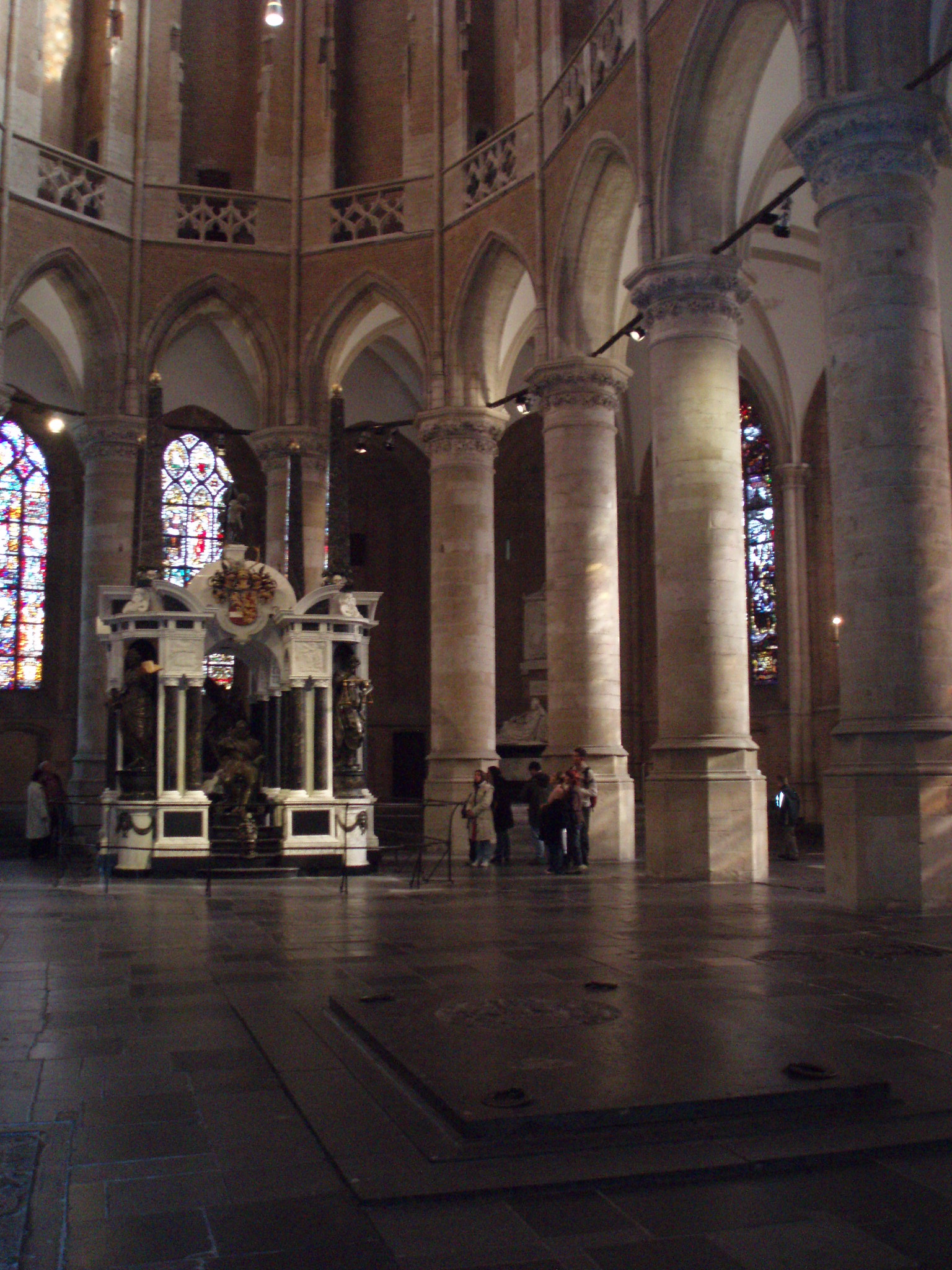
Praalgraf met de sluitsteen.

De Koninklijke grafkelder in de Nieuwe Kerk in de Nederlandse plaats Delft is sinds de bijzetting van prins Willem van Oranje de laatste rustplaats voor leden van het Huis Oranje-Nassau. De grafkelder bestaat uit twee gedeelten. De oudste grafkelder bevindt zich direct onder het grafmonument van Willem van Oranje in het koor van de kerk. De grafkelder die in 1822 in gebruik werd genomen, bevindt zich achter de oude grafkelder.
Sinds de bijzetting van Willem van Oranje begin zeventiende eeuw rusten bijna alle leden van het Huis van Oranje-Nassau met hun echtgenoten in deze grafkelder. Ook zijn twee kinderen van prinses Carolina van Oranje-Nassau, gehuwd met de vorst van Nassau-Weilburg, hier bijgezet. Alle prinsessen uit het Huis Oranje-Nassau die in andere vorstenhuizen zijn gehuwd, zijn niet in Delft bijgezet met uitzondering van de prinsessen Catharina Belgica en Louise.

## Geschiedenis
De in 1584 in Delft vermoorde Willem van Oranje kon niet worden bijgezet in het familiegraf van de Nassaus in de Grote Kerk in Breda, omdat deze stad in Spaanse handen was. Er werd voor gekozen om het gebalsemde lichaam in een geïmproviseerd monument, een met stof bespannen katafalk, in het koor van de Nieuwe Kerk in Delft te plaatsen.
Pas in 1609 besloten de Staten-Generaal om een praalgraf voor de "Vader des vaderlands" op te richten. Omdat er geen gevolg werd gegeven aan dit besluit drong de weduwe van de prins, Louise de Coligny, in 1614 aan op het bouwen van een passend graf. De Staten gaven nu aan Hendrick de Keyser opdracht om een praalgraf "als soodanighen Prince waerdig is" te bouwen. Onder dit praalgraf van Willem van Oranje werd een kelder uitgegraven waarin de prins op een niet meer te achterhalen tijdstip is bijgezet.
Het hart van de prins werd door zijn weduwe in een loden kistje bewaard. In 2001 werd tijdens een restauratie een loden kistje gevonden dat onder het liggende marmeren beeld van Willem van Oranje was verborgen. Het kistje werd ongeopend in het monument teruggeplaatst.
Het monument werd na de dood van Hendrick de Keyser door zijn zoon Pieter de Keyser in 1623 voltooid. Louise de Coligny heeft dat niet meer meegemaakt. Ze werd in 1621 in de kelder bijgezet. Daar werden in de daaropvolgende eeuw ook de stadhouders en hun familieleden bijgezet. De ingang van de kelder lag vóór het monument en is ook nu nog aanwezig.
De stadhouders van Groningen en Friesland werden bijgezet in de grafkelder van de Friesche Nassaus te Leeuwarden. Koning-stadhouder Willem III en zijn echtgenote, koningin Maria II werden in de Westminster Abbey in Londen begraven.
De te klein geworden kelder werd in 1752 uitgebreid. Daarbij werden de houten kisten vervangen of omhuld door nieuwe loden kisten.
De kelder werd tijdens de Franse Revolutie niet geplunderd, in tegenstelling tot die van de Nassaus in Leeuwarden en de kelders van de Franse koningen. De verdreven Oranjes begroeven hun doden in de jaren tussen 1795 en 1813 in hun ballingsoorden. De bij Berlijn, in Braunschweig of Padua begraven prinsen en prinsessen werden in de 19e en 20e eeuw, op een na, allen naar Delft overgebracht.
De soevereine vorst Willem I trof in 1813 na het vertrek van de Fransen de kelder en het monument ongeschonden aan. Alleen de wapenborden en de vaandels die in het koor hingen, waren vernield.
In 1819 werd prinses Louise als eerste Oranje na de verheffing tot koningshuis in Delft bijgezet. Toen Wilhelmina van Pruisen, de weduwe van stadhouder Willem V, in 1820 overleed was de kelder vol en werd zij in een grafkelder onder de kerk in Apeldoorn bijgezet.
Koning Willem I liet daarom in 1820 een tweede grafkelder bouwen achter de reeds bestaande kelder. Omdat hier de graven lagen van het Delftse Gasthuis, werden deze aangekocht en geruimd. De ruime kelder met zeven grafnissen ligt iets hoger dan de oude kelder. Daarom is het achterste deel van het koor ook opgehoogd. In 1822 was de kelder gereed en kon het lichaam van Wilhelmina van Pruisen vanuit Apeldoorn worden overgebracht.
Bij deze uitbreiding werd ook de toegang tot de grafkelder verplaatst. Vanaf 1821 kwam men de grafkelder binnen vanuit de linkerzijde van het praalgraf. Bij de uitvaarten van de Oranjes in de 19e eeuw werden de kisten met een "mechaniek", een lift, naar beneden gebracht. Tegenwoordig wordt deze ingang als dienstingang gebruikt.
Op 1 januari 1829 werd het koninklijk besluit van 22 augustus 1827 van kracht, waardoor begraven in kerken om hygiënische redenen werd verboden. In de Wet op de lijkbezorging werd voor het Koninklijk Huis een uitzondering gemaakt. De leden van het Koninklijk Huis mochten worden gebalsemd en in een kerk worden bijgezet. Ook in de huidige wet staat vermeld dat deze niet van toepassing is op de lijkbezorging van leden van het Koninklijk Huis.
In de 19e eeuw speelden de dood en rouwrituelen een grote rol. De kisten werden prachtig uitgevoerd en waren, ook omdat vorsten begraven werden in meerdere kisten, van lood, eikenhout en mahonie die in elkaar pasten, zo zwaar dat ooggetuigen bij de begrafenis van koning Willem III spraken van een onwaardig tafereel omdat de kist als een "pianokrat" verstouwd en geduwd werd.
De Oranjes bezochten hun doden in de kelder geregeld. Het verst daarin ging de zenuwzieke prins Alexander die zijn broers en moeder op hun verjaardagen en sterfdagen opzocht in de kelder. Koningin-moeder Emma bezocht de grafkelder geregeld om bloemen te leggen.
In 1890 daalde M. de Haenen in de kelder af, voordat koning Willem III werd bijgezet, en maakte een tekening van de 'nieuwe' kelder met de kisten. Te zien zijn onder meer de koorden waarmee de kisten werden verzegeld en de vele kransen en bloemen. Op de tekening zijn ook drie kleine kistjes te zien waarin zich misschien de ingewanden van de gebalsemde Oranjes of doodgeboren kinderen bevinden. De kisten liggen duidelijk in andere nissen dan nu het geval is. In datzelfde jaar maakte Victor de Stuers een potloodtekening van de oude grafkelder.
Ter gelegenheid van het 25-jarig regeringsjubileum van koningin Wilhelmina in 1915 werd een grote verbouwing uitgevoerd. Men dacht aan een grote trap vóór het monument. Uiteindelijk werd het een steen van enkele tonnen zwaar van arduin met het opschrift
| RESURRECTIONEM EXSPECTAT GUILELMUS PRIMUS PATER PATRIAE |

Latijn voor: "Hier verwacht Willem I, Vader des Vaderlands, de wederopstanding". 
In de Tweede Wereldoorlog werd de kelder in 1945 beschadigd toen de stookolie voor de gemalen rond het laaggelegen en natte Delft opraakte. Het stijgende grondwater richtte in de kelder schade aan. Tijdens de restauraties van de Nieuwe Kerk rond 2013 werd ook de koninklijke grafkelder gerestaureerd.

### Uitbreiding grafkelder
Met de bijzettingen van prins Claus (2002), prinses Juliana en prins Bernhard (beiden 2004) werd bijna de maximale capaciteit bereikt. In 2013 werd besloten tot een uitbreiding. Die hield in dat er een nieuwe kelder aangebracht werd in de zuidelijke kooromgang. Deze grafkelder werd verbonden aan de bestaande voorhal (daterend uit 1925). Daarnaast kreeg de grafkelder een nieuwe secundaire ingang aan de buitenzijde. Hiermee werd een directe toegang gecreëerd.
In eerste instantie werd een rijksbijdrage gereserveerd van twee miljoen euro. In 2021 nam het Rijk de kosten over die door de eigenaar van de kerk, de Protestantse gemeente van Delft, waren ingecalculeerd. Volgens het Rijk had de eigenaar financieel geen ruimte meer om in de kosten bij te dragen omdat de restauratiekosten van de kerk zelf te veel waren gestegen. Daarmee kwam de rijksbijdrage uit op 3,6 miljoen euro. De koninklijke familie zegde daarnaast driehonderdduizend euro toe. Een jaar later waren er voor het Rijk opnieuw tegenvallers ter waarde van enkele honderdduizenden euro's. De koninklijke familie droeg daarop een honderdduizend euro extra bij. De totale verbouwingskosten - inclusief de kosten voor archeologisch onderzoek - werden daarmee 4,1 miljoen euro, waarvan vierhonderdduizend door de Nederlandse koninklijke familie werd betaald. De kosten liepen feitelijk nog verder op, aangezien het archeologisch onderzoek van de grafvondsten bovengronds werd voortgezet. 
Bij de werkzaamheden werden door archeologen 581 graven en 237 met resten van geruimde graven gevulde knekelkuilen verwijderd om plaats te maken voor het nieuwe keldergedeelte. De uitbreiding is een constructie opgebouwd uit beton. Hiervoor werd een betonnen onderlaag gemaakt. De vloeren en muren werden in beton gestort en vervolgens werd de doorgang gemaakt naar de bestaande voorhal uit 1925. Ten slotte werd het kelderdek gesloten en de ruwbouw van de kelder afgerond. In de kelder volgde de afwerking van de wanden met leemstuc. De deuren zijn van bronskleurig staal, de plinten van messing en in lijn met messing details die zijn aangebracht in de Nieuwe Kerk. Na het afronden van de ruwbouw werd op het kelderdek de originele zerkenvloer teruggebracht. De werkzaamheden werden eind 2022 afgerond. 
Er kwam in het nieuw gebouwde gedeelte ruimte voor 24 kisten, evenals een urnenwand. De oude grafkelder kon alleen betreden worden door een honderden kilo's zware grafsteen in het midden van de Nieuwe Kerk uit de vloer te tillen. Daar kwam met de verbouwing verandering in, want de kelder is nu via een deur te bereiken. Die leidt naar een wenteltrap en naar de enkele meters onder de grond gelegen nieuwe grafkelder.

## De bijzettingen in de late 19e en in de 20e eeuw
- In 1896 werd, na lang zoeken, het gebeente van prins Willem George Frederik vanuit een klooster in Padua naar Delft gebracht. De prins was daar, omdat hij niet katholiek was, heimelijk onder een bergruimte begraven en het graf onder zijn grafsteen in de kloostergang bleek leeg te zijn.
- In 1911 werd het vergeten en verwaarloosde graf van prinses Paulina van Oranje-Nassau op het landgoed Freienwalde nabij Berlijn teruggevonden. De eigenaar van het landgoed, de Duitse industrieel Walther Rathenau, nam contact met koningin Wilhelmina op en de resten van de kleine prinses werden naar Delft overgebracht.
- In 1958 werd stadhouder Willem V, na meer dan 150 jaar in Braunschweig te hebben gerust, in de kelder bijgezet. Ook een zilveren vaas met het hart van de prins werd naar Delft gebracht. De urnen met zijn ingewanden bleven in Duitsland achter. Prinses Wilhelmina weigerde de herbegrafenis van Willem V bij te wonen. Desgevraagd zei Wilhelmina "niet achter de kist van een sufferd aan te willen lopen."[8]
- Prinses Wilhelmina overleed op 28 november 1962 en werd op 8 december dat jaar ongebalsemd in de grafkelder bijgezet. Thijs Booy, secretaris van de prinses, schrijft in zijn herinneringen dat hij na de plechtigheid in de door de marechaussee bewaakte kelder afdaalde om daar, samen met de minister van Justitie, de kist te verzegelen met het zegel van de koningin en het grootzegel van het koninkrijk.

## Bijzettingen 21e eeuw

### Prins Claus
Claus van Amsberg, de echtgenoot van koningin Beatrix, overleed op 6 oktober 2002 en werd op 15 oktober bijgezet in de grafkelder. Terwijl de overleden prins naar zijn laatste rustplaats werd gebracht was het stuk Agnus Dei van Mozart te horen. Voorgangers in de uitvaartdienst waren ds. Carel ter Linden, hervormd predikant, en pastor Huub Oosterhuis, dichter en theoloog.

### Koningin Juliana
Prinses Juliana overleed op 20 maart 2004 en werd op 30 maart bijgezet. De uitvaartliturgie werd geleid door ds. W. Hudig-Semeijns de Vries van Doesburgh, remonstrants predikante. Op het moment dat de kist met het stoffelijk hulsel van de prinses afdaalde in de crypt waren de klanken te horen van Peer Gynt Suite No.1, Op. 46: Morgenstemning i ørkenen van Edward Grieg. Sedert de bijzetting wordt zij officieel weer betiteld als 'koningin Juliana'.

### Prins Bernhard
Prins Bernhard overleed op 1 december 2004 en werd op 11 december 2004 bijgezet. De rouwdienst werd voorgegaan door ds. Carel ter Linden, emeritus-predikant van de Kloosterkerk te Den Haag.

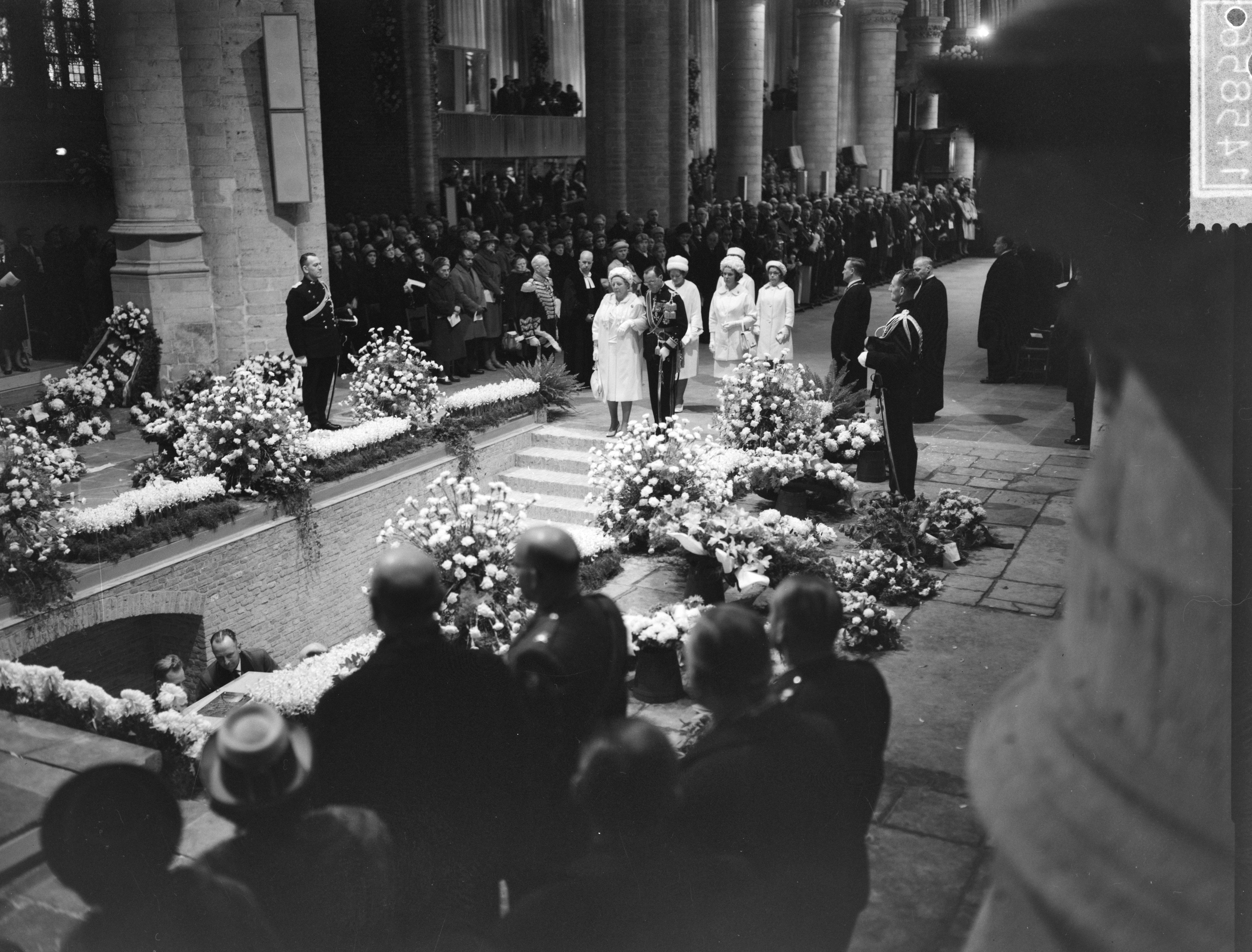
Koningin Juliana en prins Bernhard wachten om de kist met het stoffelijk hulsel van prinses Wilhelmina een laatste groet te brengen.

Op het moment dat de kist met het stoffelijk overschot van de prins de kerk werd ingedragen vlogen drie F-16's en een Spitfire over, waarbij een zogenaamde flypast-manoeuvre in de missingmanformatie werd uitgevoerd. Op het moment van de bijzetting waren de klassieke stukken Abide With Me en Requiem Op.48: III. Sanctus te horen.

## Wet op de Lijkbezorging
Leden van het Koninklijk Huis vallen niet onder de Wet op de Lijkbezorging die sinds 1991 in werking is. Door deze ontheffing is het voor deze leden wettelijk toegestaan om bijgezet te mogen worden onder de Nieuwe Kerk te Delft. Begraven in een kerk of een ander gebouw, dat niet uitsluitend bestemd is voor begraven is in Nederland voor gewone stervelingen verboden. Daarnaast worden overleden leden van het Koninklijk Huis over het algemeen later bijgezet dan de wet verplicht stelt. Ook worden leden bijgezet in een kist bekleed met lood, zodat deze in de toekomst niet zal vergaan. Het besluit op de lijkbezorging stelt vast dat lijkbezorging normaal gesproken alleen mag plaatsvinden in een ecologische kist, zoals hout of riet. Omdat ook prinses Juliana in een loden kist is bijgezet, konden de kleinkinderen van de prinses vanwege het gewicht de kist niet naar de grafkelder dragen, zoals zij dit graag wilden. Tot slot worden de lichamen van leden van het Koninklijk Huis soms gebalsemd. Dit gebeurt vrij snel na het overlijden. Het bloed wordt uit het lichaam verwijderd en vervangen door een speciale stof die ervoor zorgt dat het lichaam niet op een natuurlijke manier ontbindt. Niet alle gestorven leden zijn gebalsemd. Zo is van koningin Wilhelmina en prins Bernhard bekend dat zij niet gebalsemd wensten te worden. Prinses Juliana en prins Claus hebben een simpele vorm van balseming ondergaan. Balseming is voor andere mensen verboden, tenzij de duur om het lichaam intact te houden niet langer dan tien dagen is. In uitzonderlijke gevallen kan ontheffing worden verleend.

### Prins Friso, prinses Christina
Dat prins Friso niet in Delft is bijgezet heeft niet direct te maken met het verlies van zijn lidmaatschap van het Koninklijk Huis. Naast dat leden van het Koninklijk Huis ontheffing hebben van deze wet, kan de minister van Binnenlandse Zaken en Koninkrijksrelaties ten aanzien van andere bloed- en aanverwanten van de Koning ontheffing verlenen van bepalingen aan deze wet. Dit betekent ook dat prins Friso theoretisch gezien nog steeds in Delft bijgezet kan worden. Waarom prins Friso niet in Delft is bijgezet is door de koninklijke familie niet bekendgemaakt. Prinses Christina (overleden op 16 augustus 2019) is de eerste Oranje die niet begraven maar gecremeerd is.

## Geheimhouding
Rondom de bijzetting van leden van het Koninklijk Huis zijn vele rituelen en tradities. De kelder wordt door de koninklijke familie als een privédomein gezien en, anders dan in Spanje, België en Oostenrijk, is de kelder steeds gesloten en heerst er rond de kelder geheimzinnigheid. Zo dook in de publiciteit rond de uitvaart van prins Claus een eerder onbekende kleine kist op die rechtsachter in de nieuwe kelder staat. Wat deze kist bevat is onduidelijk. Mogelijk gaat het om de doodgeboren zoon van koningin Wilhelmina en prins Hendrik.
De burgemeester van Delft, sleutelbewaarder van de kelder, opent de grafkelder alleen in bijzijn van twee medewerkers van de AIVD en twee marechaussees. De burgemeester gebruikt daarbij de kleine dienstingang naast het monument. Alleen beëdigd personeel mag werkzaamheden in de grafkelder uitvoeren. De toegangssteen wordt alleen verwijderd voor bijzettingen van leden van het Koninklijk Huis.

## Overzicht van de personen die in de kelders zijn bijgezet
In opdracht van koningin Beatrix vond een grote herschikking van de kisten plaats. De nieuwe plaatsen van de kisten zijn te vinden op de plattegrond van de Nieuwe Kerk te Delft.
Hieronder de situatie direct na de bijzetting van prins Bernhard. De herschikking heeft hoogstwaarschijnlijk hierna plaatsgevonden.
| Naam                                                                                      | Geboortedatum | Datum overlijden | Datum bijzetting |
| ----------------------------------------------------------------------------------------- | ------------- | ---------------- | ---------------- |
| 1. Willem I van Oranje-Nassau                                                             | 24-04-1533    | 10-07-1584       | 03-08-1584       |
| 2. Louise de Coligny, laatste echtgenote van Willem van Oranje                            | 23-09-1555    | 13-11-1620       | 24-05-1621       |
| 3. Maurits van Oranje                                                                     | 13-11-1567    | 23-04-1625       | 16-09-1625       |
| 4. Elisabeth, dochter van prins Frederik Hendrik                                          | 04-08-1630    | 04-08-1630       | 18-08-1630       |
| 5. Isabella Charlotte, dochter van prins Frederik Hendrik                                 | 28-04-1632    | 17-05-1642       | 17-06-1642       |
| 6. Frederik Hendrik van Oranje                                                            | 29-01-1584    | 14-03-1647       | 10-05-1647       |
| 7. Catharina Belgica, dochter van Willem van Oranje                                       | 03-07-1578    | 12-04-1648       | 05-05-1648       |
| 8. Amalia van Solms-Braunfels, echtgenote van prins Frederik Hendrik                      | 31-08-1602    | 08-09-1675       | 21-12-1675       |
| 9. Willem II van Oranje-Nassau                                                            | 27-05-1626    | 06-11-1650       | 08-03-1651       |
| 10. Doodgeboren dochter van prins Willem IV                                               | 19-12-1736    | 19-12-1736       | 22-12-1736       |
| 11. Willem IV van Oranje-Nassau                                                           | 01-09-1711    | 22-10-1751       | 04-02-1752       |
| 12. Anna van Hannover, echtgenote van prins Willem IV                                     | 02-11-1709    | 12-01-1759       | 23-02-1759       |
| 13. George, zoon van Karel Christiaan van Nassau-Weilburg                                 | 18-12-1760    | 27-05-1762       | 01-06-1762       |
| 14. Doodgeboren dochter van Karel Christiaan van Nassau-Weilburg                          | 15-10-1767    | 15-10-1767       | 24-10-1767       |
| 15. Naamloze zoon van prins Willem V                                                      | 23-03-1769    | 24-03-1769       | 28-03-1769       |
| 16. Frederik, zoon van prins Willem V                                                     | 15-02-1774    | 06-01-1799       | 03-07-1896       |
| 17. Paulina van Oranje-Nassau, dochter van koning Willem I                                | 01-03-1800    | 22-12-1806       | 07-04-1911       |
| 18. Willem V van Oranje-Nassau                                                            | 08-03-1748    | 09-04-1806       | 29-04-1958       |
| 19. Louise, dochter van prins Willem V                                                    | 28-11-1770    | 15-10-1819       | 28-10-1819       |
| 20. Wilhelmina van Pruisen, echtgenote van prins Willem V                                 | 07-08-1751    | 09-06-1820       | 27-11-1822       |
| 21. Ernst Casimir, zoon van koning Willem II                                              | 21-05-1822    | 22-10-1822       | 11-05-1860       |
| 22. Willem, zoon van prins Frederik                                                       | 06-07-1833    | 01-11-1834       | 05-11-1834       |
| 23. Wilhelmina van Pruisen, echtgenote van koning Willem I                                | 18-11-1774    | 12-10-1837       | 26-10-1837       |
| 24. Koning Willem I                                                                       | 24-08-1772    | 12-12-1843       | 02-01-1844       |
| 25. Frederik, zoon van prins Frederik                                                     | 22-08-1836    | 23-01-1846       | 28-01-1846       |
| 26. Alexander, zoon van koning Willem II                                                  | 02-08-1818    | 20-02-1848       | 21-04-1848       |
| 27. Koning Willem II                                                                      | 06-12-1792    | 17-03-1849       | 04-04-1849       |
| 28. Maurits, zoon van koning Willem III                                                   | 15-09-1843    | 04-06-1850       | 10-06-1850       |
| 29. Anna Paulowna van Rusland, echtgenote van koning Willem II                            | 18-01-1795    | 01-03-1865       | 17-03-1865       |
| 30. Louise van Pruisen, echtgenote van prins Frederik                                     | 01-02-1808    | 06-12-1870       | 21-12-1870       |
| 31. Amalia van Saksen-Weimar-Eisenach, echtgenote van prins Hendrik                       | 20-05-1830    | 01-05-1872       | 17-05-1872       |
| 32. Sophie van Württemberg, echtgenote van koning Willem III                              | 17-06-1818    | 03-06-1877       | 20-06-1877       |
| 33. Hendrik, zoon van koning Willem II                                                    | 13-06-1820    | 13-01-1879       | 25-01-1879       |
| 34. Willem, zoon van koning Willem III                                                    | 04-09-1840    | 11-06-1879       | 26-06-1879       |
| 35. Frederik, zoon van koning Willem I                                                    | 28-02-1797    | 08-09-1881       | 23-09-1881       |
| 36. Alexander, zoon van koning Willem III                                                 | 25-08-1851    | 21-06-1884       | 17-07-1884       |
| 37. Koning Willem III                                                                     | 19-02-1817    | 23-11-1890       | 04-12-1890       |
| 38. Emma van Waldeck-Pyrmont, echtgenote van koning Willem III en later koningin-regentes | 02-08-1858    | 20-03-1934       | 27-03-1934       |
| 39. Hendrik van Mecklenburg-Schwerin, echtgenoot van koningin Wilhelmina                  | 19-04-1876    | 03-07-1934       | 11-07-1934       |
| 40. Koningin Wilhelmina                                                                   | 31-08-1880    | 28-11-1962       | 08-12-1962       |
| 41. Claus van Amsberg, echtgenoot van koningin Beatrix                                    | 06-09-1926    | 06-10-2002       | 15-10-2002       |
| 42. Koningin Juliana                                                                      | 30-04-1909    | 20-03-2004       | 30-03-2004       |
| 43. Bernhard van Lippe-Biesterfeld, echtgenoot van koningin Juliana                       | 29-06-1911    | 01-12-2004       | 11-12-2004       |

Verder bevinden zich nog drie stoffelijke overschotten in de grafkelder:
| Naam                                                                                 | Geboortedatum | Datum overlijden | Datum bijzetting |
| ------------------------------------------------------------------------------------ | ------------- | ---------------- | ---------------- |
| 1. Henriëtte Amalia, dochter van prins Frederik Hendrik                              | 26-10-1628    | ??-12-1628       | onbekend         |
| 2. Hendrik Lodewijk, zoon van prins Frederik Hendrik                                 | 30-11-1639    | 29-12-1639       | onbekend         |
| 3. Lodewijk, prins van Bohemen, zoon van voormalig keurvorst Frederik V van de Palts | 31-08-1623    | 24-12-1624       | 27-05-1625       |

Op 27 mei 1625 werd in het begraafboek van de Nieuwe Kerk vermeld: "Een kint van de Coninck van Bohemen". De winterkoning wist zijn residentie in Heidelberg en zijn koninkrijk Bohemen in vijandelijke handen. Daarom werd de als zuigeling aan de pest gestorven Louis van de Palts, prins van Bohemen (Den Haag, 31 augustus 1623 - Den Haag, 24 december 1624) in de kelder van zijn overgrootvader bijgezet. Het was de derde bijzetting in wat nu de "oude kelder" wordt genoemd. De kist met het lichaam van de in april van 1625 gestorven Maurits werd pas in september van datzelfde jaar bijgezet.

## Meer grafkelders
- Lijst van grafkelders van het huis Nassau

## Websites
- RVD over de grafkelder
- Artikelen staatsbegrafenis
- Termen staatsbegrafenis